# Cangurs rata
Els cangurs rata (Potoroidae) són una família de metateris diprotodonts australians. Tenen la mida d'un conill, són marrons, es mouen saltant i s'assemblen a un rosegador gros o un ualabi molt petit. La família conté tres gèneres vivents i un d'extint.